# تلمبه جعفر دولت‌خواه
تلمبه جعفر دولت‌خواه یک منطقهٔ مسکونی در ایران است که در دهستان قطرویه واقع شده‌است.